# Obac de Serradell
L'Obac de Serradell, és una obaga del terme municipal de Conca de Dalt, al Pallars Jussà, a l'antic terme de Toralla i Serradell, en el territori del poble de Serradell.
Està situada al vessant nord de la Serra de Sant Salvador, a la dreta del riu de Serradell, al sud-oest de Serradell. És al nord del Tossal del Càvet i a migdia de lo Boïgot Rodó i de la Riba Roia.